# Российский новый университет
Российский новый университет (РосНОУ) — автономная некоммерческая организация высшего образования, высшее учебное заведение, основанное в 1991 году. Входит в топ-100 рейтинга российских вузов Forbes и Эксперт РА.

## Об университете
Автономная некоммерческая организация высшего образования «Российский новый университет» (АНО ВО «РосНОУ») была основана в 1991 году.
Университет ведёт образовательную деятельность на основании лицензии (бессрочная) и государственной аккредитации (бессрочная).
В 2007 году компания Microsoft и Российский новый университет (РосНОУ) подписали «Стратегическое соглашение о сотрудничестве в области развития современных информационных технологий в системе образования», направленное на развитие Microsoft Education Alliance («Образовательный альянс Microsoft») в 2007—2009 гг. с целью расширения использования современных ИТ в университете.
17 апреля 2008 года РГУТиС совместно с РосНОУ учредил «Ассоциацию вузов туризма и сервиса», которая объединила 15 регионов России, включив в себя учебные заведения, различные предприятия, издательство, кадровые агентства и прочие организации работающие в области туризма и обслуживания.
С 2012 года Российский новый университет ведёт приём на обучение за счёт средств федерального бюджета.
В настоящее время[когда?] РосНОУ признан эффективным вузом по результатам мониторингов Министерства образования и науки РФ, включён в Национальный рейтинг университетов по версии информационной группы «Интерфакс», в сотню лучших российских университетов по версии рейтингового агентства «Эксперт РА», в топ-200 рейтинга вузов СНГ, Грузии, Латвии, Литвы и Эстонии, стал членом Международной экспертной группы по рейтингованию IREG, официально включён в кандидаты в рейтинг университетов мира QS.
Возглавляет Российский новый университет председатель Ассоциации негосударственных вузов России (АНВУЗ), доктор технических наук, профессор Владимир Алексеевич Зернов.
Научную деятельность Российского нового университета с 1999 по 2012 годы курировал профессор Сергей Петрович Капица (1928—2012). Сейчас научный руководитель РосНОУ — профессор, кандидат физико-математических наук, лауреат Государственной премии СССР Евгений Алексеевич Палкин.
К 2015 году РосНОУ получил 14 патентов. В 2015 вошёл в первую пятёрку российских вузов по международному наукометрическому показателю (индекс Хирша).
На начало 2015 года в РосНОУ работают 320 штатных преподавателей, в том числе 65 докторов наук, 184 кандидата наук, 5 лауреатов госпремий, 8 иностранных преподавателей. Кроме того, университет сотрудничает с преподавателями МГУ, МГИМО, МФТИ, других российских и зарубежных вузов.
Для подготовки специалистов высшей квалификации в Российском новом университете работает аспирантура.
Обучение в университете ведётся по 161 аккредитованной образовательной программе (включая профили).

## Рейтинги
В 2012 году РосНОУ вошёл в список вузов, представленных от России в рейтинге лучших университетов мира QS World University Rankings.
В 2012, 2013, 2014, в 2015, в 2016 и в 2017 году РосНОУ был включён в сотню лучших российских вузов по версии РА «Эксперт».
В 2013 году РосНОУ вошёл в топ-200 рейтинга вузов СНГ, Грузии, Латвии, Литвы и Эстонии.
В 2014 году РосНОУ включён в европейский рейтинг российских вузов.
В 2015 году международная информационная группа «Интерфакс» и радиостанция «Эхо Москвы» представили шестой ежегодный Национальный рейтинг университетов[нет в источнике], подготовленный по итогам 2014/2015 учебного года. Российский новый университет (РосНОУ) занял 75 место (455 баллов).
В июле 2016 года университет вошёл в число лучших исследовательских университетов России в рамках рейтинга международной информационной группы «Интерфакс»[нет в источнике].
В феврале 2017 года РосНОУ вошёл в топ-180 по качеству коммуникационной деятельности[источник?].
В июне 2017 года в Национальном рейтинге Интерфакса РосНОУ занял 91 место. Эксперты рейтинга поставили исследовательскую деятельность университета на 41 место среди вузов страны.
В декабре 2017 года РосНОУ вошёл в топ-лист национального рейтинга востребованности вузов, представленного МИА «Россия сегодня». Среди вузов сферы управления (экономика, финансы, юриспруденция) Российский новый университет (РосНОУ) занял 5 место, пропустив вперёд РЭШ, МВШСЭН, НИУ ВШЭ и РАНХиГС. По данным исследователей, 93,4 % выпускников РосНОУ получают работу сразу после получения диплома.  Архивная копия от 21 апреля 2021 на Wayback Machine
В 2018 году вошёл в топ-300 рейтинга университетов развивающихся стран по версии QS[нет в источнике].
В июне 2018 года рейтинговое агентство «Эксперт РА» в седьмой раз включил Российский новый университет в сотню лучших вузов страны. Это единственный частный вуз в рейтинге.
В 2018 году РосНОУ занял 14 место среди лучших вузов России по техническим наукам по версии рейтинга RUR.[нет в источнике]

## Преподаватели
- Гавров Сергей Назипович — профессор Российского нового университета (РосНОУ), профессор кафедры социологии и социальной антропологии Института социальной инженерии МГУДТ, ведущий научный сотрудник сектора Социокультурных процессов и систем Российского института культурологии Министерства Культуры РФ, доктор философских наук, политолог.
- Ириков, Валерий Алексеевич — профессор, д.т. н., с 1998 по 2006 годы заведовал каф. инновационного менеджмента, руководил и консультировал в ряде проектов по выводу предприятий Московской области и ряда других из кризиса.
- Крюковский Андрей Сергеевич — доктор физико-математических наук, профессор, лауреат Государственной премии СССР.
- Лукин Дмитрий Сергеевич — доктор физико-математических наук, профессор, заслуженный деятель науки РФ, лауреат Государственной премии СССР.
- Палкин Евгений Алексеевич — профессор, кандидат физико-математических наук, лауреат Государственной премии СССР, почётный работник высшей школы.
- Регент Татьяна Михайловна — доктор экономических наук, профессор. Действительный член Академии социальных наук. С 1992 по 1999 годы — руководитель Федеральной миграционной службы России.

- Гойхман Оскар Яковлевич — доктор педагогических наук, профессор, действительный член Нью-Йоркской академии наук, член-корреспондент Российской академии естественных наук, действительный член академии социального образования, член-корреспондент Академии проблем качества, академик Европейской Академии естествознания.
- Зворыкина Татьяна Ивановна — профессор кафедры, доктор экономических наук, профессор.
- Морозов Михаил Анатольевич — профессор кафедры туризма и культурного наследия, доктор экономических наук, действительный член Национальной академии туризма.
- Морозова Наталья Степановна — научный руководитель института бизнес-технологий, доктор экономических наук, профессор, действительный член Национальной Академии туризма, почётный работник Высшей школы РФ.
- Шабанов Григорий Александрович — доктор педагогических наук, профессор, почётный работник высшего профессионального образования РФ. Включён в Национальный реестр экспертов по оценке качества образования.
- См. также: Преподаватели РосНОУ